# ميسن (كانساس)
ميسن (بالإنجليزية: Mission, Kansas)‏ هي مدينة تقع في مقاطعة جونسون بولاية كانساس في الولايات المتحدة. تبلغ مساحة هذه المدينة 6.94 (كم²)، وترتفع عن سطح البحر 310 م، بلغ عدد سكانها 9323 نسمة في عام 2010 حسب إحصاء مكتب تعداد الولايات المتحدة وتصل الكثافة السكانية فيها 1348.2 نسمة/كم2.

## التركيبة السكانية
قام مكتب تعداد الولايات المتحدة بتحديد بيانات التركيبة السكانية لميسن في تعداد الولايات المتحدة. في ما يلي، التركيبة السكانية حسب تعدادي 2000 و2010.

### تعداد عام 2000
بلغ عدد سكان ميسن 9,727 نسمة بحسب تعداد عام 2000، وبلغ عدد الأسر 5,119 أسرة وعدد العائلات 2,226 عائلة مقيمة في المدينة.
وتوزع التركيب العرقي للمدينة بنسبة 88.95% من البيض و 0.33% من الأمريكيين الأصليين و 2.76% من الأمريكيين ذوي الأصول الآسيوية و 0.01% من سكان جزر المحيط الهادئ و 3.78% من الأمريكيين الأفارقة و 2.15% من عرقين مختلطين أو أكثر.
بلغ عدد الأسر 5,119 أسرة كانت نسبة 16.7% منها لديها أطفال تحت سن الثامنة عشر تعيش معهم، وبلغت نسبة الأزواج القاطنين مع بعضهم البعض 33.1% من أصل المجموع الكلي للأسر، ونسبة 8.1% من الأسر كان لديها معيلات من الإناث دون وجود شريك، وكانت نسبة 56.5% من غير العائلات. تألفت نسبة 45.6% من أصل جميع الأسر من أفراد ونسبة 8.5% كانوا يعيش معهم شخص وحيد يبلغ من العمر 65 عاماً فما فوق. وبلغ متوسط حجم الأسرة المعيشية 2.70، أما متوسط حجم العائلات فبلغ 1.88.
بلغ العمر الوسطي للسكان 35 عاماً. وكانت نسبة 16.1% من القاطنين تحت سن الثامنة عشر، وكانت نسبة 12.3% بين الثامنة عشر والأربعة وعشرون عاماً، ونسبة 37.1% كانت واقعةً في الفئة العمرية ما بين الخامسة والعشرون حتى والأربعة وأربعون عاماً، ونسبة 19.6% كانت ما بين الخامسة والأربعون حتى الرابعة والستون، ونسبة 14.9% كانت ضمن فئة الخامسة والستون عاماً فما فوق. يوجد لكل 100 أنثى 88.8 ذكر، ويوجد لكل 100 أنثى في الثامنة عشر من عمرها فما فوق 86.0 ذكر.
وكان متوسط دخل الذكور 37,544 دولار مقابل 30,647 دولار للإناث. وسجل دخل الفرد الخاص بالمدينة 27,870 دولار. وكانت نسبة 3.6% من العائلات ونسبة 6.6% من السكان تحت خط الفقر، وكان من هؤلاء نسبة 5.7% تحت سن الثامنة عشر ونسبة 2.3% في الخامسة والستين من العمر وما فوق.

### تعداد عام 2010
بلغ عدد سكان ميسن 9,323 نسمة بحسب تعداد عام 2010، وبلغ عدد الأسر 5,000 أسرة وعدد العائلات 2,130 عائلة مقيمة في المدينة. في حين سجلت الكثافة السكانية 3,491.8 نسمة لكل ميل مربع (1,348.2/كم2). وبلغ عدد الوحدات السكنية 5,477 وحدة بمتوسط كثافة قدره 2,051.3 لكل ميل مربع (792.0/كم2).
وتوزع التركيب العرقي للمدينة بنسبة 84.6% من البيض و 0.4% من الأمريكيين الأصليين و 3.9% من الأمريكيين ذوي الأصول الآسيوية و 5.5% من الأمريكيين الأفارقة و 3.0% من عرقين مختلطين أو أكثر.
بلغ عدد الأسر 5,000 أسرة كانت نسبة 18.3% منها لديها أطفال تحت سن الثامنة عشر تعيش معهم، وبلغت نسبة الأزواج القاطنين مع بعضهم البعض 31.0% من أصل المجموع الكلي للأسر، ونسبة 8.6% من الأسر كان لديها معيلات من الإناث دون وجود شريك، بينما كانت نسبة 3.0% من الأسر لديها معيلون من الذكور دون وجود شريكة وكانت نسبة 57.4% من غير العائلات. وبلغ متوسط حجم الأسرة المعيشية 2.69، أما متوسط حجم العائلات فبلغ 1.86.
بلغ العمر الوسطي للسكان 35.2 عاماً. وكانت نسبة 16.1% من القاطنين تحت سن الثامنة عشر، وكانت نسبة 10% بين الثامنة عشر والأربعة وعشرون عاماً، ونسبة 36.6% كانت واقعةً في الفئة العمرية ما بين الخامسة والعشرون حتى والأربعة وأربعون عاماً، ونسبة 23.9% كانت ما بين الخامسة والأربعون حتى الرابعة والستون، ونسبة 13.4% كانت ضمن فئة الخامسة والستون عاماً فما فوق. وتوزع التركيب الجنسي للسكان بنسبة 47.5% ذكور و52.5% إناث.

## وصلات خارجية
- Mission-KS.org
- The US50 - Cities and Towns in Kansas State